# 禹景曦
禹景曦（1992年10月19日—），外号若风，湖南邵东人，毕业于湖南大众传媒职业技术学院，前职业选手，原为《DotA》职业选手，后转型《英雄联盟》，职业战队WE前队长。现从事英雄联盟游戏解说与直播工作。

## 早年经历
1992年10月19日，禹景曦出生于湖南省邵阳市邵东县。
禹景曦8、9岁时开始玩《热血传奇》和《星际争霸》，自此开始迷上电竞游戏。
禹景曦直到升入高中，都叫禹竞雄，后来他的母亲认为他叛逆心太重可能跟名字有关，于是将他改名为禹景曦。
禹景曦在高一时，因一次学校事件产生了很深的厌学感，甚至几次离家出走，于是禹景曦的母亲帮禹景曦转到另一所学校，但仅仅2个月后，禹景曦因忘记穿校服而被年级主任在校门口大骂。自此禹景曦再也没有回到那所学校。
2008年时，禹景曦喜欢足球、游戏、文学，但是社会不认同，考试也不认同，因此禹景曦对学业彻底失去兴趣，也没再去上学。
此时，禹景曦的母亲怕他离家出走，而给他买了台电脑。
此后，禹景曦练习了2年《DotA》，并在网上认识了湖南天马战队的队长Ayaya，之后禹景曦成为了网上的队员，并包揽了湖南本地的所有奖项。

## 职业生涯

### DotA
2008年时，武汉的一个人说要组建DotA职业战队，于是禹景曦就去了，并把钱给他，但后来他消失了。
2009年8月，禹景曦认识了著名DotA选手ZSMJ，并成为朋友。10月的一天，禹景曦与ZSMJ加入由伍声组建的FTD战队，并来到杭州开始职业训练。
FTD战队开始训练的时候，该战队的5个人中没人愿意打辅助位置，于是禹景曦被安排到辅助位置，由于禹景曦没打过辅助位置，也打的不太好，但是团队有分工，于是他就开始练习恶魔巫师这个英雄。之后，禹景曦每天只练习恶魔巫师1个英雄，但是一个月后，禹景曦使用恶魔巫师的水平依然不是太好，禹景曦觉得自己拖战队后腿，就离开了FTD战队。
2010年WCG中国区开赛时，TOT战队的一位队员——Chuan是外国国籍，不能参加2010年WCG中国区，于是TOT就招入禹景曦，并让他代替Chuan打主力位置。
2010年WCG中国区总决赛TOT对阵Nirana的比赛中，禹景曦使用了恶魔巫师lion，错误的将大招释放到了敌方英雄影魔旁边的小兵身上，因此禹景曦被玩家戏称为若风巫师。
最终，TOT战队输给了NV、LGD以及EHOME战队，取得2010年WCG中国区第四名。
在2010年WCG中国区失败后，禹景曦重新拿起书本开始补习，之后考上了湖南大众传媒职业技术学院的专科。

### 英雄联盟
2010年9月，禹景曦在学校里接触了《英雄联盟》，并加入Dream战队。2个月后，Dream战队参加TGA大奖赛，在TGA线下总决赛中，Dream战队负于EHOME战队，取得亚军。
2010年年底，禹景曦加入WE。之后，禹景曦带领WE取得52PK英雄杯5V5争霸赛冠军。
2011年10月5日，在IEM6广州站总决赛WE对阵CLG.NA的第二场中，禹景曦使用安妮打爆了Bigfatgg。最终，WE2：1击败CLG.NA，取得IEM6广州站冠军。2011年10月8日，在WCG2011中国区总决赛中，WE负于IG，取得亚军。2011年11月17日，在TGC大奖赛总决赛中，禹景曦带领WE击败EHOME，并取得冠军。
2012年1月12日，WE2：0击败IG，取得WGT世界电子竞技大师赛英雄联盟线下总决赛冠军。2012年6月21日，在2012年TGA大赛LOL决赛中，WE2：0击败EHOME，取得冠军。
在英雄联盟第二赛季全球总决赛上，WE以中国赛区一号种子出线。2012年10月10日，在四分之一决赛WE对阵CLG.EU的比赛中，几次延误和连接问题导致比赛时间长达11个小时，最终WE1：2负于CLG.EU，无缘四强。
2012年10月17日，WE受NiceGameTV邀请前往韩国参加龙虎争霸杯，最终夺得冠军，获得参加第五届IGN ProLeague的参赛资格。
2012年10月28日，在WEM大师赛英雄联盟决赛中，WE2：1击败IG，取得WEM大师赛冠军。2012年11月3日，在IEF2012英雄联盟总决赛中，WE2：1击败IG，取得IEF2012世界总决赛英雄联盟项目总冠军。2012年11月11日，WE4：0击败LGD，取得2012年SWL英雄联盟第一赛季冠军。2012年11月20日，WE2：1击败皇族，取得2012年TGA冬季赛冠军。
2012年，在IPL5中，WE在小组赛以全胜出线晋级决赛。在12月3日的决赛中，WE以3：1战胜Fnatic，夺得IPL5冠军，这也是英雄联盟中国赛区首个国际赛事冠军。
2013年3月9日，WE3：2击败IG，取得G联赛第二赛季英雄联盟总决赛冠军。2013年4月23日，WE2：3负于IG，取得SWL第二赛季亚军。
2013年4月30日，经过中国大陆《英雄联盟》玩家的票选，禹景曦与PDD、诺言、微笑、笑笑入选中国全明星队，并出征英雄联盟2013全明星赛。5月24日，在英雄联盟2013全明星赛首日比赛中，中国全明星队2：0战胜北美全明星队。5月25日，在第二日比赛中，中国全明星队2：0战胜东南亚全明星队，晋级总决赛。5月26日，在总决赛中国全明星队对阵韩国全明星队的第二场中，禹景曦的中单墨菲特被卡兹克、古拉加斯加杰斯的三POKE阵容不断消耗而无法开团。最终，中国全明星队0：2负于韩国全明星队，取得亚军。
2013年5月19日，WE2：0击败皇族，取得2013GES英伟达游戏群英汇英雄联盟冠军。
2013年6月29日，WE代表中国出战2013年亞洲室內暨武藝運動會英雄联盟项目。在7月1日的决赛中，前两局WE与KTB打成1：1，第三局WE失败，最终WE1：2负于KTB，取得银牌。
2013年7月25日，在IEM8上海站的半决赛中，WE1：0击败OMG，晋级决赛，7月26日，在决赛中，WE2：0击败IG，取得IEM8上海站冠军。
2013年6月23日，在2013年英雄联盟职业联赛春季赛季后赛季军赛中，WE1：2负于IG，取得殿军，并失去英雄联盟第三赛季全球总决赛中国大陆地区预选赛资格。
2013年10月13日，在2013WCG中国区总决赛中，WE2：0负于OMG，取得亚军，并进入WCG2013世界总决赛。
2013年11月28日，禹景曦受邀担任WCG2013开幕式火炬手。
2013年12月1日，在WCG2013英雄联盟项目半决赛中，WE1：2负于OMG，取得WCG2013总决赛英雄联盟季军。
2013年12月16日，禹景曦在微博宣布退役。

## 退役后
禹景曦退役后进行游戏解说和游戏直播。由于解说时使用的语句琅琅上口，所以被制作成鬼畜视频。
2015年，禹景曦出演微电影《荆棘之路》。
2015年10月27日，禹景曦在微博上称和斗鱼的合约已经结束，并加入熊猫TV。
2018年宣布與交往四年的女友演員戚蓝尹結婚。

## 事件
2014年，因为dota玩家海涛语言攻击《梦三国》和LOL，但由于使用的“菜鸡互啄”语词激怒了禹景曦，导致以海涛和禹景曦为中心点，电竞圈中玩家互相语音攻击，最终二人握手言和。